# Woonsocket
Woonsocket, stad i Providence County, Rhode Island, USA med cirka 43 224 invånare (2000).